# 科多尼昂
科多尼昂（法語：Codognan，法語發音：[kɔdɔɲɑ̃]）是法国加尔省的一个市镇，位于该省西部偏南，属于尼姆区。

## 地理
科多尼昂（43°43'54"N, 4°13'11"E）面积4.65 平方千米，位于法国奧克西塔尼大區加尔省，该省份为法国南部沿海省份，南端濒地中海，北起顺时针与阿尔代什省、沃克吕兹省、罗讷河口省、埃罗省、阿韦龙省和洛泽尔省接壤。
与科多尼昂接壤的市镇（或旧市镇、城区）包括：艾格维沃、勒凯拉尔、米斯、韦尔热兹。

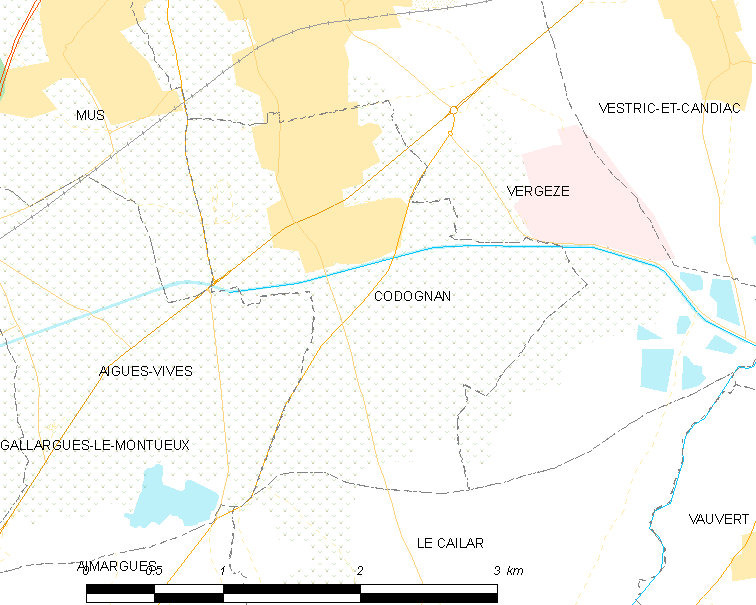
科多尼昂的OSM定位图

科多尼昂的时区为UTC+01:00、UTC+02:00（夏令时）。

## 行政
科多尼昂的邮政编码为30920，INSEE市镇编码为30083。

## 政治
科多尼昂所属的省级选区为沃韦尔县。

## 人口

1962-2008年间科多尼昂人口变化图示

科多尼昂于2022年1月1日时的人口数量为2518人。